# Germanedo

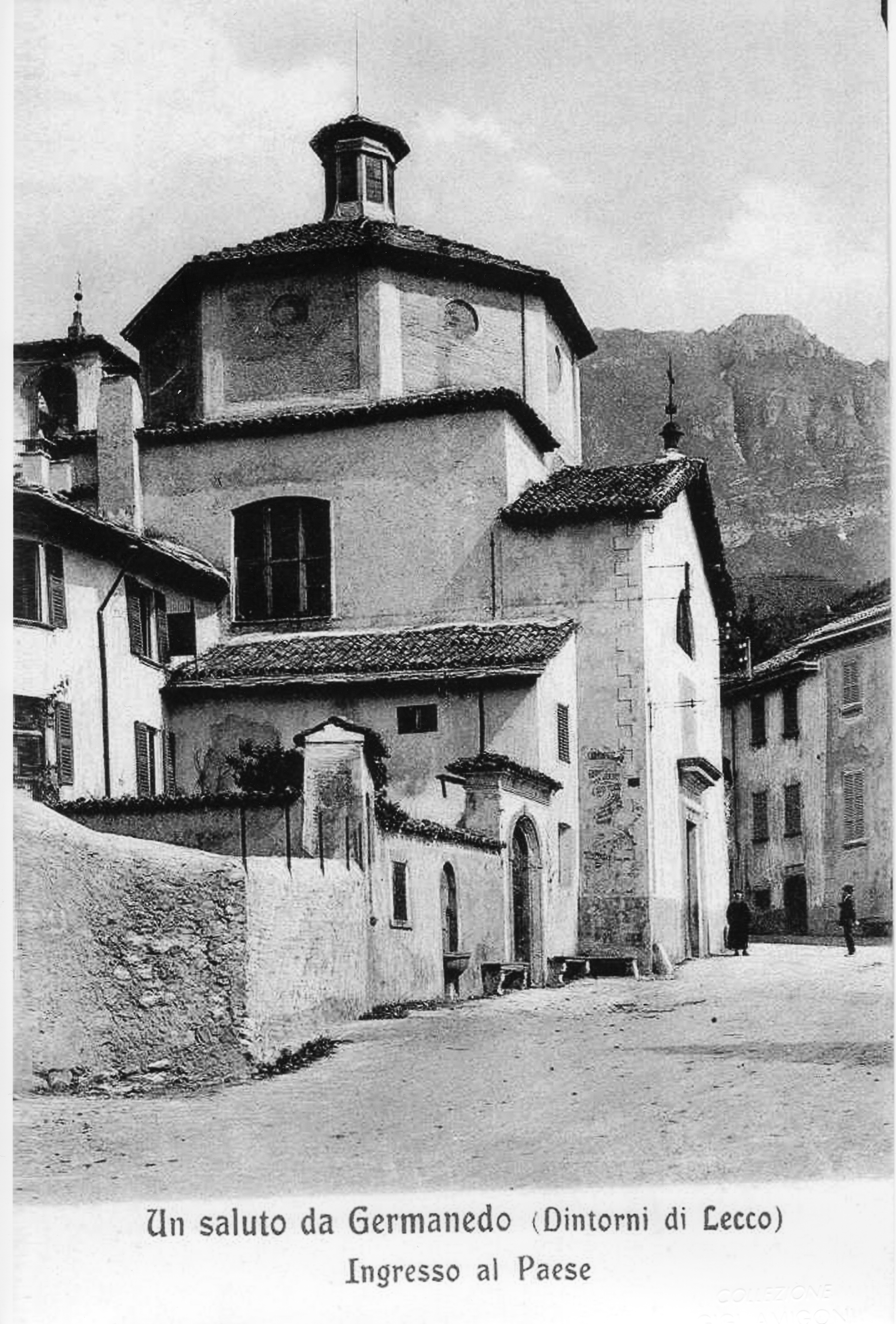
Cartolina d'epoca di Germanedo (1900 circa)

Germanedo (Germagnee in dialetto lecchese) è un rione fortemente urbanizzato della città di Lecco di cui occupa il lato orientale.

## Geografia fisica
Germanedo (265 m.l.m.) è incastonato ai piedi delle colline moreniche che fanno da basamento ai monti Resegone e Magnodeno a circa due chilometri a sud-est del centro cittadino.

Questo rione, per la sua particolare posizione, è tra le principali porte d'accesso alle numerose mete montane del territorio dove si dipartono numerosi sentieri e mulattiere che portano ad alcune tra le più importanti cime dello scenografico anfiteatro roccioso di Lecco: il Magnodeno, il Pizzo d'Erna, la Giumenta e soprattutto il Resegone, massiccio di bellezza unica, reso celebre anche da Alessandro Manzoni che lo cita nella pagina descrittiva che apre il romanzo de I promessi sposi.
È solcato da due torrenti: il principale è il torrente Còmero detto Bione il quale nasce tra il monte Resegone e il Pizzo d'Erna, scorre lungo la Val Còmera e sfocia nel lago di Garlate (prima sfociava a Pescarenico nel fiume Adda), famoso per le sue rovinose piene; l'altro è il torrentello Borra il quale scaturisce da una grotta di tufo chiamata popolarmente Tuf e prosegue la sua discesa verso valle quasi completamente interrato, per poi confluire nel torrente Viganella, corso d'acqua che fa da confine geografico con il rione di Acquate.

## Storia
Si pensa che i primi ad insediarsi nel luogo ove oggi sorge il rione furono i Longobardi, a causa della dedica della chiesa a santa Giustina, santa ortodossa: infatti nell'alto medioevo era uso consacrare le chiese situate in luoghi abitati da tale popolo a santi ortodossi, per allontanarlo dalla fede ariana.

Notizie storiche più precise riguardo al paese, allora noto come Zermagneda, risalgono al XVI secolo, quando un tal Cermenati vi si recò in vece del cardinale Carlo Borromeo in occasione di una delle prime visite pastorali alla parrocchia. Come in buona parte della Lombardia, nel 1629 la peste portata dai Lanzichenecchi colpì i suoi abitanti, mentre nel corso dell'Ottocento diverse epidemie di colera uccisero decine di persone.
Nella seconda metà del XVIII secolo, quando da secoli era inserito nella pieve di Lecco, il comune ancora indipendente contava 273 abitanti, saliti a 340 nel 1803. All'anno 1809 risale la prima esperienza d'unione con Lecco su decreto di Napoleone, ma il ritorno degli austriaci annullò poi tale riforma.
Il borgo prese quindi a crescere sensibilmente, annoverando 621 residenti nel 1853. A partire dalla costituzione del regno d'Italia, quando l'attività tessile era preponderante come testimoniano le numerose filande allora presenti, si hanno dati precisi riguardo al numero di residenti grazie ai censimenti decennali attuati dallo stato, e l'ultimo dato disponibile è del 1921 quando i residenti risultavano essere 1114, poiché due anni dopo, nel 1923, il comune di Germanedo fu aggregato al comune di Lecco.
Nell'anno 2000 l'ospedale di Lecco, il più grande della provincia, è stato costruito in questo quartiere, poco distante dalla chiesa.

## Etimologia del nome
Negli antichi documenti questo estremo nucleo abitato viene denominato in modi disparati: Zarmagna, Zermagniete, Zermagneda, Zermagniedo, Germagnè, Germagnedo.
L'etimologia del nome “Germanedo” è misteriosa ed incerta. Si pensa sia dovuto ad una massiccia presenza nel passato in queste zone, di popolazioni originarie della Germania; ipotesi resa plausibile anche dalla frequenza da secoli a Germanedo del cognome Todeschini, che anch'esso richiama molto alla parola “tedesco”; “Todeschini” significherebbe infatti “provenienti dalla Germania”. 
Tipico di Germanedo è anche il cognome Invernizzi che alcuni dicono derivi dalla parola “svernare”, ossia scendere dalle montagne (nel nostro caso, dal vetusto villaggio di Campo de'Boj) per trascorrere l'inverno a valle (a Germanedo).
Dante Olivieri nel suo "Dizionario di toponomastica lombarda" invece sostiene che il nome Germanedo deriverebbe dalla parola latina germinetum, ossia germoglio-germogliare.
Non sussisterebbe perciò contraddizione alcuna, se ci fosse un nesso tra la parola "Germanedo" e le popolazioni nordiche stabilitesi o passanti in questa area geografica per la transumanza.

## Collegamenti manzoniani
Secondo una tesi dell'abate e geologo Antonio Stoppani, Alessandro Manzoni avrebbe ricavato la figura del pavido Don Abbondio, dall'amico e parroco di Germanedo Don Alessandro Bolis che resse la parrocchia dal 1807 al 1830. Alessandro Manzoni era stato compagno di collegio del Bolis ed ebbe modo di frequentarlo negli anni di sacerdozio a Germanedo. Il prete codardo e pigro, amico del Manzoni, senza volerlo entrò ne "I Promessi Sposi" divenendo uno tra i personaggi più importanti del romanzo.